# Авель (Македонов)
Архимандрит Авель (в миру Николай Николаевич Македонов, в схиме Серафим; 21 июня 1927, село Никуличи, Рязанская губерния — 6 декабря 2006, село Пощупово, Рязанская область) — священнослужитель Русской православной церкви и Константинопольского патриархата (в бытность на Афоне), архимандрит; в 1975—1979 годах игумен (настоятель) афонского Пантелеимонова монастыря, с 6 мая 1989 года по 25 марта 2004 года наместник Пощуповского монастыря.

## Биография
Архимандрит Авель родился 21 июня 1927 года в селе Никуличи под Рязанью в семье крестьян.
6 ноября 1945 года своим духовным наставником архиепископом Рязанским Димитрием (Градусовым) был рукоположён во диакона. 23 ноября 1945 года тем же архипастырем пострижен в монашество с именем Авель в честь святого праведного Авеля.
24 января 1947 года Авель был рукоположён в иеромонаха и до 1950 года служил вторым священником в селе Городищи Рыбновского района Рязанской области. За эти несколько лет он снискал себе особую любовь прихожан. Однако под давлением советских властей был вынужден в 24 часа покинуть пределы области.
С февраля 1950 года начинается новый период его жизни — служение на Ярославской земле. Там о. Авель исполнял послушания настоятеля храмов царевича Димитрия в Угличе (с февраля по июнь 1950 г.), откуда был также смещён по указанию местного уполномоченного по делам религии; затем в Смоленской церкви с. Федоровское (1950—1955), где духовным чадом Авеля стал Сергей Новиков, будущий митрополит Рязанский и Касимовский Симон; затем клириком ярославского кафедрального собора (1955—1960).
С апреля 1960 года Авель вновь служит на Рязанской земле. В апреле — декабре 1960 года был настоятелем храма Рождества Христова в селе Борец Сараевского района Рязанской области (через два года его настоятелем был назначен Иоанн (Крестьянкин)). В 1969 году — настоятель кафедрального собора г. Рязани.
17 февраля 1970 года направлен в Грецию для несения иноческого послушания в Пантелеимоновом монастыре (игуменом монастыря был Илиан (Сорокин)). Послушание на Святой Горе продолжалось почти 9 лет. 11 июля 1975 года состоялась интронизация его как игумена (настоятеля) Пантелеимонова монастыря.
В 1978 году выехал в СССР, чтобы участвовать в отпевании и похоронах своего друга, митрополита Никодима (Ротова), но вернуться на Афон ему не разрешили. Митрополит Ювеналий (Поярков), тогда возглавлявший Отдел внешних церковных сношений Московского патриархата, уведомил о оставлении его в СССР.
В 1979 году был принят в клир Русской православной церкви и назначен почётным настоятелем кафедрального Борисоглебского собора г. Рязани и духовником епархии.
16 мая 1989 года определением Священного Синода назначен наместником только что возвращенного Церкви Иоанно-Богословского монастыря Рязанской епархии. За 15 лет его управления монастырь, до того лежавший в руинах, преобразился. Возрождена иноческая жизнь, заведено продолжительное и благолепное богослужение, восстановлены прежние храмы и устроены новые. Усердием самого отца наместника, его помощников и духовных чад собрано множество христианских святынь (мощи святых подвижников, как русских, так и вселенских, чтимые иконы, в том числе написанные в XIX веке на Афоне, церковные и исторические реликвии), привлекающих многочисленных паломников.
Весной 2004 года, согласно личному прошению Авеля, в связи с ухудшением состояния здоровья и преклонным возрастом, Священный Синод благословил его уйти на покой.
Его усердное служение в разное время было отмечено священноначалием Русской православной церкви многочисленными наградами. Отец Авель был участником поместных соборов Русской православной церкви 1988 и 1990 годов.
Архимандрит Авель (в схиме Серафим) умер рано утром 6 декабря 2006 года в Иоанно-Богословском монастыре Рязанской епархии после непродолжительной болезни на 80 году жизни. Отпевание прошло 9 декабря в Иоанно-Богословском монастыре. Погребение состоялось на территории Иоанно-Богословского монастыря в тот же день.

## Награды
- Медаль ордена «За заслуги перед Отечеством» II степени (11 августа 2000 года) — за большой вклад в укрепление гражданского мира и возрождение духовно-нравственных традиций[3].

## Память
В 2009 году рязанское телевидение сняло документальный фильм о нём.

## Публикации
- Афонский старец схиархимандрит Илиан [(Сорокин) (некролог)] // Журнал Московской Патриархии. — 1971. — № 5. — С. 11—12.
- Некоторые особенности богослужений на Святой Горе Афон // Журнал Московской Патриархии. — 1975. — № 3. — С. 45—47.
- Афонские новомученики [преподобномученики Евфимий (+ 22 марта 1814 года), Игнатий (+ 8 октября 1814 года) и Акакий (1 мая 1816 года)] // Журнал Московской Патриархии. — 1977. — № 1. — С. 71—72.
- Архимандрит Авель. Афонские письма / [Б. Н. Кузык (рук.), игум. Мефодий (Илюточкин), А. Г. Фёдоров]. — Москва [и др.] : [б. и.], 2014. — 238 с. — ISBN 978-5-93618-215-0